# S. Corinna Bille
Stéphanie Corinna Bille (Losanna, 29 agosto 1912 – Sierre, 24 ottobre 1979) è stata una poetessa e scrittrice svizzera.

## Biografia
Bille è nata a Losanna, figlia del pittore svizzero Edmond Bille, ed è cresciuta a Sierre. Bille si trasferì a Parigi dove si sposò ma il matrimonio fu successivamente annullato. Nel 1937 tornò in Svizzera dove si ammalò gravemente. Dopo la sua guarigione Bille sposò lo scrittore Maurice Chappaz.
Nel 1974 ha ricevuto il Prix Schiller per le sue opere. Ha vinto il Prix Goncourt de la Nouvelle del 1975 per La Demoiselle sauvage.
Diversi racconti e romanzi di Bille furono tradotti in tedesco e italiano e alcuni racconti furono tradotti in inglese. Nel 2006 una raccolta di traduzioni inglesi di racconti e prosa è stata pubblicata come La ragazza trasparente e altre storie.
Sebbene Bille viaggiò molto tornò sempre a casa nel Vallese. È morta a Sierre. La sua tenuta è archiviata nell'Archivio svizzero di letteratura.

## Opere[1]
- Printemps (Primavera), poesia (1939)
- Théoda, romanzo (1944)
- Le grand tourment (La grande angoscia), romanzi (1951)
- Le sabot de Vénus (Le scarpe di legno di Venere), romanzo (1952)
- Florilège alpestre (album alpino), saggio (1953)
- L'enfant aveugle (il bambino cieco), racconti (1955)
- Jeunesse d'un peintre (Giovinezza di un pittore) (1962),
- Le pays secret (I paesi segreti), poesia (1963)
- Le mystère du monstre (Il mistero del mostro), storie per bambini (1966)